# Трисвятский, Илья Леонидович
Трисвятский Илья Леонидович — российский спортивный журналист.
Родился 19 сентября 1968.
В спортивной журналистике с августа 1997 года.

## Работал
1997—2003 — газета «Советский Спорт» (корреспондент, старший корреспондент, заместитель редактора отдела спортивных игр, редактор отдела спортивных игр, редактор отдела спортивных игр и информации — член редакционной коллегии).
2003—2005 — журнал «Планета Баскетбол» (заместитель главного редактора).
2003—2011 — общественно-политическая газета «Время Новостей» (обозреватель отдела спорта).
2005—2007 — газета «Спорт день за днем» (обозреватель отдела спортигр).
C марта 2011 — издание Правительства РФ общественно-политическая газета «Российская газета» (специальный корреспондент отдела спорта)
Основной профиль — игровые виды спорта.

## Крупнейшие международные соревнования, освещаемые в качестве специального корреспондента
1998 — чемпионат мира по баскетболу среди женских команд, Германия.
1999 — чемпионат мира по хоккею с мячом, Архангельск.
1999 — чемпионат Европы по баскетболу среди женских команд, Польша.
2000 — турнир на призы Правительства РФ по хоккею с мячом («малый» чемпионат мира), Казань.
2000 — «Финал четырех» женской баскетбольной Евролиги, Ружомберок (Словакия).
2000 — летние Олимпийские Игры, Сидней (Австралия).
2001 — чемпионат Европы по баскетболу среди женских команд, Франция.
2001 — чемпионат мира по хоккею с шайбой среди молодёжных команд, Чехия.
2002 — чемпионат мира по хоккею с шайбой среди юниоров, Словакия.
2002 — чемпионат мира по баскетболу среди женских команд, Китай.
2003 — Мировая лига по волейболу, предварительный этап, Венесуэла.
2003 — чемпионат мира по волейболу среди молодёжных команд, Таиланд.
2003 — чемпионат Европы по баскетболу среди женских команд, Греция.
2003 — чемпионат Европы по волейболу среди мужских команд, Германия.
2004 — олимпийский отборочный турнир по волейболу, Лейпциг (Германия).
2004 — «Финал четырех» Лиги чемпионов по волейболу, Белгород.
2005 — чемпионат мира по волейболу среди молодёжных команд, Турция.
2006 — «Финал четырех» Лиги чемпионов по волейболу, Рим (Италия).
2006 — «Финал четырех» Евролиги ФИБА по баскетболу, Киев (Украина).
2006 — Евротур по пляжному волейболу, Турция.
2007 — чемпионат Европы по настольному теннису, Белград (Сербия).
В соавторстве с Владимиром Стецко выпустил два ежегодных справочника [«Волейбольный Гид»] (2005/06, 2006/07) суммарным тиражом 10000 экз.